# Grigori Filimonow
Grigori Filimonow (georgisch გრიგორი ფილიმონოვი; * 15. August 1995) ist ein georgischer Eishockeyspieler, der bei den Ice Knights Tbilisi in der georgischen Eishockeyliga spielt.

## Karriere
Grigori Filimonow gab sein Debüt für die georgische Nationalmannschaft bei der Weltmeisterschaft der Division III 2016. Auch bei den Weltmeisterschaften 2017 und 2018 spielte er in der Division III.
Auf Vereinsebene spielt er für die Ice Knights Tbilisi in der georgischen Eishockeyliga.

## Erfolge und Auszeichnungen
- 2018 Aufstieg in die Division II, Gruppe B bei der Weltmeisterschaft der Division III